# Arrondissement Périgueux
Das Arrondissement Périgueux ist ein Verwaltungsbezirk im Département Dordogne in der französischen Region Nouvelle-Aquitaine.

## Geschichte
Am 4. März 1790 wurde mit der Gründung des Départements Dordogne auch ein District de Périgueux gegründet, der allerdings einiges kleiner war als das heutige Arrondissement. Am 17. Februar 1800 wurde daraus, erweitert um die Distrikte Excideuil und Mussidan, das Arrondissement gegründet. Am 10. September 1926 wurde es um das aufgelöste Arrondissement Riberac erweitert.
Siehe auch: Geschichte des Départements Dordogne.

## Geographie
Das Arrondissement grenzt im Norden an das Arrondissement Nontron, im Osten an das Arrondissement Brive-la-Gaillarde im Département Corrèze (Limousin), im Südosten an das Arrondissement Sarlat-la-Canéda, im Süden an das Arrondissement Bergerac, im Westen an die Arrondissements Libourne im Département Gironde und Jonzac im Département Charente-Maritime und im Nordwesten an das Arrondissement Angoulême im Département Charente.
Im Arrondissement liegen 14 Wahlkreise (Kantone):
- Kanton Brantôme en Périgord (mit 11 von 27 Gemeinden)
- Kanton Coulounieix-Chamiers
- Kanton Isle-Loue-Auvézère (mit 1 von 29 Gemeinden)
- Kanton Isle-Manoire
- Kanton Le Haut-Périgord noir (mit 1 von 31 Gemeinden)
- Kanton Montpon-Ménestérol
- Kanton Périgueux-1
- Kanton Périgueux-2
- Kanton Périgord Central (mit 33 von 36 Gemeinden)
- Kanton Ribérac
- Kanton Saint-Astier
- Kanton Thiviers (mit 1 von 23 Gemeinden)
- Kanton Trélissac
- Kanton Vallée de l’Isle

Siehe auch: Liste der Kantone im Département Dordogne

## Gemeinden
Die Gemeinden des Arrondissements Périgueux sind:
| 1. Agonac (24002)                      | 2. Allemans (24007)                        | 3. Annesse-et-Beaulieu (24010)             | 4. Antonne-et-Trigonant (24011)         |
| 5. Bassillac et Auberoche (24026)      | 6. Beaupouyet (24029)                      | 7. Beauregard-et-Bassac (24031)            | 8. Beauronne (24032)                    |
| 9. Beleymas (24034)                    | 10. Bertric-Burée (24038)                  | 11. Boulazac Isle Manoire (24053)          | 12. Bourg-des-Maisons (24057)           |
| 13. Bourg-du-Bost (24058)              | 14. Bourgnac (24059)                       | 15. Bourrou (24061)                        | 16. Bouteilles-Saint-Sébastien (24062)  |
| 17. Campsegret (24077)                 | 18. Celles (24090)                         | 19. Chalagnac (24094)                      | 20. Champagne-et-Fontaine (24097)       |
| 21. Champcevinel (24098)               | 22. Chancelade (24102)                     | 23. Chantérac (24104)                      | 24. Chapdeuil (24105)                   |
| 25. Chassaignes (24114)                | 26. Château-l’Évêque (24115)               | 27. Cherval (24119)                        | 28. Clermont-de-Beauregard (24123)      |
| 29. Comberanche-et-Épeluche (24128)    | 30. Cornille (24135)                       | 31. Coulounieix-Chamiers (24138)           | 32. Coursac (24139)                     |
| 33. Coutures (24141)                   | 34. Creyssac (24144)                       | 35. Creyssensac-et-Pissot (24146)          | 36. Douchapt (24154)                    |
| 37. Douville (24155)                   | 38. Douzillac (24157)                      | 39. Échourgnac (24159)                     | 40. Église-Neuve-d’Issac (24161)        |
| 41. Église-Neuve-de-Vergt (24160)      | 42. Escoire (24162)                        | 43. Eyraud-Crempse-Maurens (24259)         | 44. Eygurande-et-Gardedeuil (24165)     |
| 45. Fouleix (24190)                    | 46. Gout-Rossignol (24199)                 | 47. Grand-Brassac (24200)                  | 48. Grignols (24205)                    |
| 49. Grun-Bordas (24208)                | 50. Issac (24211)                          | 51. Jaure (24213)                          | 52. La Chapelle-Gonaguet (24108)        |
| 53. La Chapelle-Grésignac (24109)      | 54. La Chapelle-Montabourlet (24110)       | 55. La Douze (24156)                       | 56. La Jemaye-Ponteyraud (24216)        |
| 57. La Roche-Chalais (24354)           | 58. La Tour-Blanche-Cercles (24554)        | 59. Lacropte (24220)                       | 60. Le Pizou (24329)                    |
| 61. Léguillac-de-l’Auche (24236)       | 62. Les Lèches (24234)                     | 63. Lisle (24243)                          | 64. Lusignac (24247)                    |
| 65. Manzac-sur-Vern (24251)            | 66. Marsac-sur-l’Isle (24256)              | 67. Ménesplet (24264)                      | 68. Mensignac (24266)                   |
| 69. Montagnac-la-Crempse (24285)       | 70. Montagrier (24286)                     | 71. Montpon-Ménestérol (24294)             | 72. Montrem (24295)                     |
| 73. Moulin-Neuf (24297)                | 74. Mussidan (24299)                       | 75. Nanteuil-Auriac-de-Bourzac (24303)     | 76. Neuvic (24309)                      |
| 77. Parcoul-Chenaud (24316)            | 78. Paunat (24318)                         | 79. Paussac-et-Saint-Vivien (24319)        | 80. Périgueux (24322)                   |
| 81. Petit-Bersac (24323)               | 82. Razac-sur-l’Isle (24350)               | 83. Ribérac (24352)                        | 84. Saint Aulaye-Puymangou (24376)      |
| 85. Saint Privat en Périgord (24490)   | 86. Saint-Amand-de-Vergt (24365)           | 87. Saint-André-de-Double (24367)          | 88. Saint-Aquilin (24371)               |
| 89. Saint-Astier (24372)               | 90. Saint-Barthélemy-de-Bellegarde (24380) | 91. Saint-Crépin-d’Auberoche (24390)       | 92. Saint-Étienne-de-Puycorbier (24399) |
| 93. Saint-Front-de-Pradoux (24409)     | 94. Saint-Georges-de-Montclard (24414)     | 95. Saint-Germain-du-Salembre (24418)      | 96. Saint-Geyrac (24421)                |
| 97. Saint-Hilaire-d’Estissac (24422)   | 98. Saint-Jean-d’Ataux (24424)             | 99. Saint-Jean-d’Estissac (24426)          | 100. Saint-Just (24434)                 |
| 101. Saint-Laurent-des-Hommes (24436)  | 102. Saint-Léon-sur-l’Isle (24442)         | 103. Saint-Louis-en-l’Isle (24444)         | 104. Saint-Maime-de-Péreyrol (24459)    |
| 105. Saint-Martial-d’Artenset (24449)  | 106. Saint-Martial-Viveyrol (24452)        | 107. Saint-Martin-de-Ribérac (24455)       | 108. Saint-Martin-des-Combes (24456)    |
| 109. Saint-Martin-l’Astier (24457)     | 110. Saint-Méard-de-Drône (24460)          | 111. Saint-Médard-de-Mussidan (24462)      | 112. Saint-Michel-de-Double (24465)     |
| 113. Saint-Michel-de-Villadeix (24468) | 114. Saint-Pardoux-de-Drône (24477)        | 115. Saint-Paul-de-Serre (24480)           | 116. Saint-Paul-Lizonne (24482)         |
| 117. Saint-Pierre-de-Chignac (24484)   | 118. Saint-Sauveur-Lalande (24500)         | 119. Saint-Séverin-d’Estissac (24502)      | 120. Saint-Sulpice-de-Roumagnac (24504) |
| 121. Saint-Victor (24508)              | 122. Saint-Vincent-de-Connezac (24509)     | 123. Saint-Vincent-Jalmoutiers (24511)     | 124. Salon (24518)                      |
| 125. Sanilhac (24312)                  | 126. Sarliac-sur-l’Isle (24521)            | 127. Savignac-les-Églises (24527)          | 128. Segonzac (24529)                   |
| 129. Servanches (24533)                | 130. Siorac-de-Ribérac (24537)             | 131. Sorges et Ligueux en Périgord (24540) | 132. Sourzac (24543)                    |
| 133. Tocane-Saint-Apre (24553)         | 134. Trélissac (24557)                     | 135. Val de Louyre et Caudeau (24362)      | 136. Vallereuil (24562)                 |
| 137. Vanxains (24564)                  | 138. Vendoire (24569)                      | 139. Vergt (24571)                         | 140. Verteillac (24573)                 |
| 141. Veyrines-de-Vergt (24576)         | 142. Villamblard (24581)                   | 143. Villetoureix (24586)                  |                                         |

## Neuordnung der Arrondissements 2017

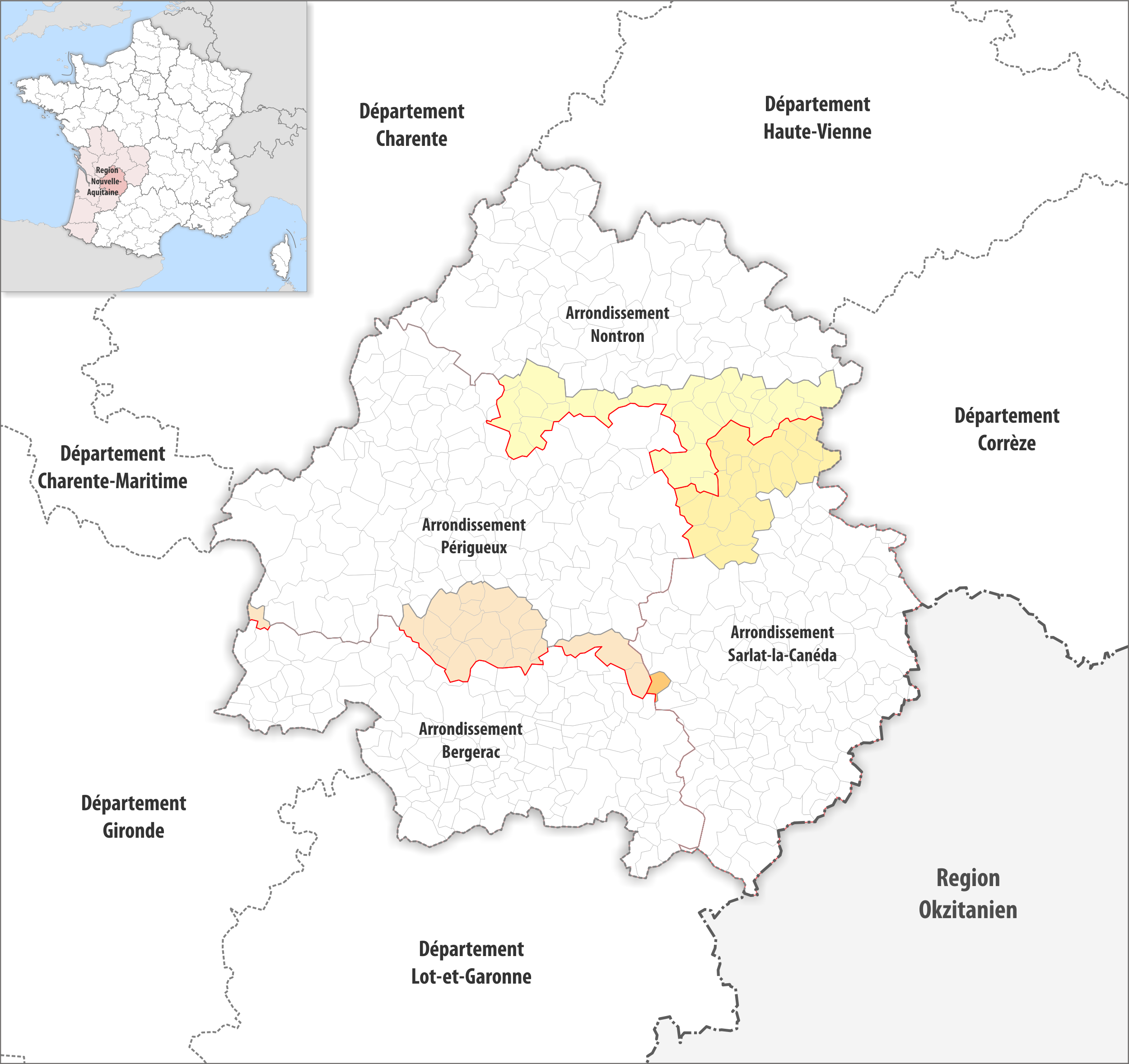
Arrondissementsanpassungen im Jahr 2017

Durch die Neuordnung der Arrondissements im Jahr 2017 wurde aus dem Arrondissement Bergerac die Fläche der 21 Gemeinden Beauregard-et-Bassac, Beleymas, Campsegret, Clermont-de-Beauregard, Douville, Église-Neuve-d’Issac, Issac, Laveyssière, Les Lèches, Maurens, Montagnac-la-Crempse, Moulin-Neuf, Paunat, Saint-Georges-de-Montclard, Saint-Hilaire-d’Estissac, Saint-Jean-d’Estissac, Saint-Jean-d’Eyraud, Saint-Julien-de-Crempse, Saint-Martin-des-Combes, Val de Louyre et Caudeau und Villamblard dem Arrondissement Périgueux zugewiesen.
Dafür wechselte aus dem Arrondissement Périgueux die Fläche der der 28 Gemeinden Anlhiac, Biras, Bourdeilles, Brantôme en Périgord, Brouchaud, Bussac, Cherveix-Cubas, Clermont-d’Excideuil, Coulaures, Cubjac-Auvézère-Val d’Ans, Excideuil, Eyvirat, Génis, Mayac, Négrondes, Preyssac-d’Excideuil, Saint-Front-d’Alemps, Saint-Germain-des-Prés, Saint-Jory-las-Bloux, Saint-Martial-d’Albarède, Saint-Médard-d’Excideuil, Saint-Mesmin, Saint-Pantaly-d’Excideuil, Saint-Raphaël, Saint-Vincent-sur-l’Isle, Salagnac, Sencenac-Puy-de-Fourches und Valeuil zum Arrondissement Nontron und die Fläche der 22 Gemeinden Ajat, Azerat, Badefols-d’Ans, Bars, Boisseuilh, Chourgnac, Coubjours, Fossemagne, Gabillou, Granges-d’Ans, Hautefort, La Chapelle-Saint-Jean, Limeyrat, Montagnac-d’Auberoche, Nailhac, Sainte-Eulalie-d'Ans, Sainte-Orse, Sainte-Trie, Teillots, Temple-Laguyon, Thenon und Tourtoirac zum Arrondissement Sarlat-la-Canéda.

## Ehemalige Gemeinden seit der landesweiten Neuordnung der Kantone
- Bis 2018: Maurens, Laveyssière, Saint-Jean-d’Eyraud, Saint-Julien-de-Crempse

- Bis 2016: Bassillac, Blis-et-Born, Breuilh, Cendrieux, Cercles, Eyliac, Festalemps, La Jemaye, La Tour-Blanche, Le Change, Marsaneix, Milhac-d’Auberoche, Notre-Dame-de-Sanilhac, Ponteyraud, Saint-Antoine-d’Auberoche, Saint-Antoine-Cumond, Sainte-Alvère-Saint-Laurent Les Bâtons, Saint-Laurent-sur-Manoire, Sainte-Marie-de-Chignac, Saint-Privat-des-Prés, Sorges
- Bis 2015: Atur, Boulazac, Chenaud, Ligueux, Parcoul, Puymangou, Saint-Aulaye, Sainte-Alvère, Saint-Laurent-des-Bâtons, Saint-Laurent-sur-Manoire, Sorges